# Gelasia (botanica)
 Gelasia  Alexandre Henri Gabriel de Cassini, 1818 è un genere di piante angiosperme dicotiledone della famiglia delle Asteraceae.

## Etimologia
Il nome scientifico del genere è stato definito per la prima volta dal botanico Alexandre Henri Gabriel de Cassini (1781-1832) nella pubblicazione " Bulletin des Sciences, par la Société Philomatique" ( Bull. Sci. Soc. Philom. Paris 1818: 33) del 1818.

## Descrizione
Habitus. L'habitus delle specie di queste piante è di tipo erbaceo perenne con superfici mollemente pubescenti (raramente sono subarbusti). Le radici sono a fittone, oppure sono globose o un tubero cilindrico. Gli organi interni di queste piante contengono lattoni sesquiterpenici.
Foglie. Le foglie lungo il fusto sono disposte in modo alterno, picciolato o sessile; quelle basali sono rosulate. La lamina è continua con forme soprattutto lineari (oppure ovate), apici acuti e base attenuata. Il contorno può essere intero. I margini sono continui e piatti o ondulati. La superficie è glabra o tomentosa. Le venature sono parallele.
Infiorescenza. Le infiorescenza sono composte da capolini, separati raccolti in formazioni racemiformi o corimbiformi. I capolini, per lo più peduncolati, omogami e radiati, sono composti da un involucro pubescente formato da diverse brattee embricate in più serie che fanno da protezione al ricettacolo sul quale s'inseriscono i fiori ligulati. Le brattee hanno forme da lanceolate a triangolari; quelle esterne sono più piccole di quelle interne. Il ricettacolo è glabro o peloso.
Fiori. I fiori (molti o solo 4 - 6) sono tetra-ciclici (ossia sono presenti 4 verticilli: calice – corolla – androceo – gineceo) e pentameri (ogni verticillo ha in genere 5 elementi). I fiori sono inoltre ermafroditi e zigomorfi.
- Formula fiorale:

*/x K {\displaystyle \infty }, [C (5), A (5)], G 2 (infero), achenio
- Calice: i sepali del calice sono ridotti ad una coroncina di squame.
- Corolla: le corolle sono formate da una ligula terminante con 5 denti (ben oltre l'involucro); il colore è giallo; la superficie può essere sia pubescente che glabra; le ligule in genere sono incurvate all'esterno (disposizione radiale).
- Androceo: gli stami sono 5 con filamenti liberi e distinti, mentre le antere sono saldate in un manicotto (o tubo) circondante lo stilo.[11] Le antere alla base sono acute. Il polline è tricolporato (con due aperture di tipo isodiametrico o tipo poro), è echinato (con punte) e anche "lophato" (la parte più esterna dell'esina è sollevata a forma di creste e depressioni).[12]
- Gineceo: lo stilo è filiforme. Gli stigmi dello stilo sono due divergenti, filiformi, ricurvi con la superficie stigmatica posizionata internamente (vicino alla base).[13] L'ovario è infero uniloculare formato da 2 carpelli.

Frutti. I frutti sono degli acheni con pappo. Gli acheni, ristretti all'apice, hanno 5 coste. La superficie è ricoperta da un indumento densamente lanoso. Il carpoforo è assente. Il pappo è fulvo con setole piumose sotto e scabroso sopra (rigide). Lunghezza degli acheni: 4 – 12 mm. Lunghezza del pappo: 5 – 24 mm.

## Biologia
- Impollinazione: l'impollinazione avviene tramite insetti (impollinazione entomogama tramite farfalle diurne e notturne).
- Riproduzione: la fecondazione avviene fondamentalmente tramite l'impollinazione dei fiori (vedi sopra).
- Dispersione: i semi (gli acheni) cadendo a terra sono successivamente dispersi soprattutto da insetti tipo formiche (disseminazione mirmecoria). In questo tipo di piante avviene anche un altro tipo di dispersione: zoocoria. Infatti gli uncini delle brattee dell'involucro si agganciano ai peli degli animali di passaggio disperdendo così anche su lunghe distanze i semi della pianta.

## Distribuzione e habitat
Le piante di questo gruppo sono distribuite in Europa mediterranea, Africa settentrionale e Asia occidentale.

## Tassonomia
La famiglia di appartenenza di questa voce (Asteraceae o Compositae, nomen conservandum) probabilmente originaria del Sud America, è la più numerosa del mondo vegetale, comprende oltre 23.000 specie distribuite su 1.535 generi, oppure 22.750 specie e 1.530 generi secondo altre fonti (una delle checklist più aggiornata elenca fino a 1.679 generi). La famiglia attualmente (2021) è divisa in 16 sottofamiglie.

### Filogenesi
Questo genere appartiene alla sottotribù Scorzonerinae della tribù Cichorieae (unica tribù della sottofamiglia Cichorioideae). In base ai dati filogenetici la sottofamiglia Cichorioideae è il terz'ultimo gruppo che si è separato dal nucleo delle Asteraceae (gli ultimi due sono Corymbioideae e Asteroideae). La sottotribù Scorzonerinae è il secondo clade che si è separato dalla tribù.
La tribù Scorzonerinae è individuata dai seguenti principali caratteri:
- l'indumento di queste piante è morbido fatti di piccoli peli;
- le setole del pappo sono provviste di morbide proiezioni laterali (una fila di cellule appiattite);
- il polline è tricolporato con 2 lacune;
- l'areale (nativo) della sottotribù è relativo al Vecchio Mondo.

All'interno della sottotribù sono stati individuati diversi cladi, alcuni in posizione politomica; e il genere di questa voce occupa una posizione piuttosto "basale". Insieme a al genere Tourneuxia formano un "gruppo fratello"  con il resto dei generi della sottotribù Scorzonerinae.
I caratteri distintivi per le specie di questo genere ( Gelasia) sono:
- l'habitus è perenne erbaceo;
- gli acheni sono privi di carpoforo ed hanno un indumento lanoso;
- il pappo è fulvo con setole piumose sotto e scabroso sopra;
- non sono presenti i tannini.

Il numero cromosomico delle specie di questo genere è: 2n = 12 (raramente 14); il corredo cromosomico è diploide o tetraploide.

### Elenco delle specie
Questo genere ha 37 specie:
- Gelasia acantholimon (Hand.-Mazz.) Zaika, Sukhor. & N.Kilian
- Gelasia albicans (Coss.) Zaika, Sukhor. & N.Kilian
- Gelasia araneosa (Sm.) Zaika, Sukhor. & N.Kilian
- Gelasia aucheriana (DC.) Zaika, Sukhor. & N.Kilian
- Gelasia biebersteinii (Lipsch.) Zaika, Sukhor. & N.Kilian
- Gelasia caespitosa (Pomel) Zaika, Sukhor. & N.Kilian
- Gelasia callosa (Moris) Zaika, Sukhor. & N.Kilian
- Gelasia cinerea (Boiss.) Zaika, Sukhor. & N.Kilian
- Gelasia circumflexa (Krasch. & Lipsch.) Zaika, Sukhor. & N.Kilian
- Gelasia cretica (Willd.) Zaika, Sukhor. & N.Kilian
- Gelasia doriae (Degen & Bald.) Zaika, Sukhor. & N.Kilian
- Gelasia dzhawakhetica (Sosn. ex Grossh.) Zaika, Sukhor. & N.Kilian
- Gelasia ensifolia (M.Bieb.) Zaika, Sukhor. & N.Kilian
- Gelasia eriophora (DC.) Zaika, Sukhor. & N.Kilian
- Gelasia filifolia (Boiss.) Zaika, Sukhor. & N.Kilian
- Gelasia hirsuta (Gouan) Zaika, Sukhor. & N.Kilian
- Gelasia ketzkhowelii (Sosn. ex Grossh.) Zaika, Sukhor. & N.Kilian
- Gelasia kotschyi (Boiss.) Zaika, Sukhor. & N.Kilian
- Gelasia lanata (L.) Zaika, Sukhor. & N.Kilian
- Gelasia lasiocarpa (D.F.Chamb.) Zaika, Sukhor. & N.Kilian
- Gelasia latifolia (Fisch. & C.A.Mey.) Zaika, Sukhor. & N.Kilian
- Gelasia litwinowii (Krasch. & Lipsch.) Zaika, Sukhor. & N.Kilian
- Gelasia longiana (Sümbül) Zaika, Sukhor. & N.Kilian
- Gelasia mackmeliana (Boiss.) Zaika, Sukhor. & N.Kilian
- Gelasia mirabilis (Lipsch.) Zaika, Sukhor. & N.Kilian
- Gelasia pisidica (Hub.-Mor.) Zaika, Sukhor. & N.Kilian
- Gelasia psychrophila (Boiss. & Hausskn.) Zaika, Sukhor. & N.Kilian
- Gelasia pygmaea (Sm.) Zaika, Sukhor. & N.Kilian
- Gelasia ramosissima (DC.) Zaika, Sukhor. & N.Kilian
- Gelasia rigida (Aucher ex DC.) Zaika, Sukhor. & N.Kilian
- Gelasia sandrasica (Hartvig & Strid) Zaika, Sukhor. & N.Kilian
- Gelasia seidlitzii (Boiss.) Zaika, Sukhor. & N.Kilian
- Gelasia sericea (Aucher ex DC.) Zaika, Sukhor. & N.Kilian
- Gelasia tomentosa (L.) Zaika, Sukhor. & N.Kilian
- Gelasia tuberosa (Pall.) Zaika, Sukhor. & N.Kilian
- Gelasia ulrichii (Parolly & N.Kilian) Zaika, Sukhor. & N.Kilian
- Gelasia villosa (Scop.) Cass.

### Specie della flora italiana
Nella flora spontanea italiana sono presenti le seguenti specie:
- Gelasia hirsuta (Gouan) Zaika, Sukhor. & N.Kilian - Scorzonera irsuta: gli acheni sono densamente pubescenti-lanosi.

L'altezza massima della pianta è di 2 - 4 dm; il ciclo biologico è perenne; la forma biologica è emicriptofita scaposa (H scap); il tipo corologico è Nord Ovest Mediterraneo; l'habitat tipico sono i pascoli aridi; in Italia è una specie rara e si trova su tutta la Penisola ma con discontinuità fino ad una quota di 1.400 m s.l.m.. Questa specie è presente anche nelle Alpi centrali. (Nella "Flora d'Italia" è indicata come Scorzonera hirsuta (Gouan) L.)
- Gelasia villosa (Scop.) Cass. - Scorzonera spinulosa: gli acheni sono glabri.

L'altezza massima della pianta è di 4 - 6 dm; il ciclo biologico è perenne; la forma biologica è emicriptofita scaposa (H scap), ma anche geofita rizomatosa (G rhiz); il tipo corologico è Illirico/Appenninico (Anfiatlantico - Adriatico); l'habitat tipico sono i prati aridi steppici e pendii rupestri a substrato calcareo; in Italia è una specie rara e si trova nel Friuli e in Italia meridionale fino ad una quota di 1.000 m s.l.m.. Questa specie è presente anche nelle Alpi orientali. (Nella "Flora d'Italia" è indicata come Scorzonera villosa Scop.)

### Sinonimi
Sono elencati alcuni sinonimi per questa entità:
- Lasiospora Cass.